# Paul Humphrey
Paul Nelson Humphrey (Detroit (Michigan), 12 oktober 1935) is een voormalig Amerikaanse jazz- en r&b-drummer.

## Biografie
Humphrey werd geboren in Detroit, begon op 8-jarige leeftijd met drummen en volgde privélessen in Detroit. Op de middelbare school speelde hij baritonhoorn, trombone en drums in de schoolband. Na zijn afstuderen ging hij naar de Amerikaanse marine en studeerde bij Kenneth J. Abendschein, toerde de wereld rond en speelde met vele jazzgrootheden uit de jaren 1950. Na ontslag uit de dienst werkte hij als sessiedrummer in New York voor Wes Montgomery, John Coltrane, Les McCann, Kai Winding, Jimmy Smith, Charles Mingus, Joe Williams, Lee Konitz, Blue Mitchell, Gene Ammons en de Harry James Band (ter vervanging van Buddy Rich). Later verhuisde hij naar Los Angeles en sloot zich aan bij de Harry 'Sweets' Edison-groep met Tommy Flanagan en Frank Delarossa. Hij nam op met Larry Williams en Johnny "Guitar" Watson en toerde en nam op met Marvin Gaye, The Four Tops, The Supremes, Tony Orlando, Jerry Garcia, Burt Bacharach, Diahann Carroll, Sammy Davis jr. en Bill Medley.
Als orkestleider nam hij op onder de naam Paul Humphrey and the Cool Aid Chemists met toetsenist Clarence MacDonald, gitarist David T. Walker en bassist Bill Upchurch. In 1971 had deze band de twee hits Cool Aid  en Funky L.A. Hij nam ook een album op als leider van het Paul Humphrey Sextet in 1981. Humphrey was een van de drummers op het album Let's Get It On van Marvin Gaye. Hij nam ook op met Steely Dan, Frank Zappa, Jimmy Smith, Al Kooper, Jackie DeShannon, Natalie Cole, Albert King, Quincy Jones, Dusty Springfield, Jean-Luc Ponty, Michael Franks, Maria Muldaur, Marc Bolan en vele anderen. Humphrey was de aanbevolen drummer van het Lawrence Welk-orkest en de Welk-televisieshow van 1976 tot 1982.

## Discografie
- 1969: Paul Humphrey and the Cool Aid Chemists (Lizard Records)
- 1969: Detroit b/w Cool Aid (Lizard Records) 45 rpm, 2:31[8]
- 1973: America, Wake Up (Blue Thumb Records)
- 1981: Paul Humphrey Sextet (Discovery Records)

### Als leader
- 1973: Supermellow (Blue Thumb)
- 1974: America, Wake Up (Blue Thumb)
- 1971: Paul Humphrey and the Cool-Aid Chemists (Lizard)
- 1974: Cochise (ABC/Blue Thumb)
- 1975: The Drum Session (Philips)
- 1977: The Drum Session Vol. 2 (Philips)
- 1979: Me and My Drums (Stanson)
- 1981: Paul Humphrey Sextet (Discovery Records)

### Als sideman
Met Mel Brown
- 1967: Chicken Fat (Impulse!)
- 1968: The Wizard (Impulse!)
- 1973: Eighteen Pounds of Unclean Chitlins and Other Greasy Blues Specialities (Bluesway/ABC)

Met Ron Eschete
- 1993: Mo' Strings Attached (Jazz Alliance)
- 1995: Rain or Shine (Concord)
- 1996: Soft Winds (Concord Jazz)

Met Four Tops
- 1972: Keeper of the Castle (Dunhill)
- 1973: Main Street People (ABC/Dunhill)
- 1974: Meeting of the Minds (Dunhill)

Met Eddie Harris
- 1976: The Reason Why I'm Talking S**t (Atlantic)
- 1976: That Is Why You're Overweight (Atlantic)
- 1977: How Can You Live Like That (Atlantic)

Met Gene Harris
- 1971: Gene Harris the 3 Sounds (Blue Note)
- 1984: Nature's Way (Jam & Tapes)
- 1993: A Little Piece of Heaven (Concord Jazz)
- 1994: Funky Gene's (Concord Jazz)
- 1995: Brotherhood (Concord Jazz)
- 1996: It's the Real Soul (Concord Jazz)
- 1997: In His Hands (Concord Jazz)

Met Richard "Groove" Holmes
- 1968: Welcome Home (World Pacific)
- 1969: Workin' On a Groovy Thing (World Pacific)
- 1969: X-77 (World Pacific)

Met Quincy Jones
- 1971: Smackwater Jack (A&M)
- 1972: $ (Reprise)
- 1974: Body Heat (A&M)
- 1976: I Heard That!! (A&M)

Met Charles Kynard
- 1969: Reelin' with the Feelin' (Prestige)
- 1972: Woga (Mainstream)
- 1973: Your Mama Don't Dance (Mainstream)

Met Les McCann
- 1963: The Gospel Truth (Pacific Jazz)
- 1964: Soul Hits (Pacific Jazz)
- 1964: Spanish Onions (Pacific Jazz)
- 1964: McCanna (Pacific Jazz)
- 1964: McCann/Wilson (Pacific Jazz)
- 1965: But Not Really (Limelight)
- 1965: Beaux J. Pooboo (Limelight)
- 1966: A Bag of Gold (Pacific Jazz)
- 1966: Live at Shelly's Manne-Hole (Limelight)
- 1967: Live at Bohemian Caverns - Washington, DC (Limelight)
- 1974: Another Beginning (Atlantic)
- 1976: River High River Low (Atlantic)

Met Blue Mitchell
- 1969: Bantu Village (Blue Note)
- 1969: Collision in Black (Blue Note)
- 1973: The Last Tango Blues (Mainstream)
- 1974: Booty (Mainstream)

Met Freddy Robinson
- 1969: The Coming Atlantis (World Pacific)
- 1970: Hot Fun in the Summertime (Liberty)
- 1972: At the Drive-in (Enterprise)

Met T-Bone Walker
- 1968: Stormy Monday Blues (BluesWay)
- 1969: Super Black Blues (BluesTime)
- 1969: Every Day I Have the Blues (Bluestime)
- 1973: Dirty Mistreater (BluesWay)
- 1973: Very Rare (Reprise)

Met Gerald Wilson
- 1969: Eternal Equinox (World Pacific)
- 1981: Lomelin (Discovery)
- 1983: Jessica (Trend)
- 1985: Calafia (Trend)

Met anderen
- 1963: Clifford Scott, Out Front! (Pacific Jazz)
- 1963: Montgomery Brothers, The Montgomery Brothers in Canada (Vocalion)
- 1965: Monty Alexander, Alexander the Great (Pacific Jazz)
- 1965: Monty Alexander, Spunky (Pacific Jazz)
- 1967: Al Jazzbo Collins, A Lovely Bunch of Al Jazzbo Collins and the Bandidos (Impulse!)
- 1967: Wes Montgomery, Wes' Best (Fantasy)
- 1968: Mark LeVine, Pilgrim's Progress (Hogfat)
- 1968: Richie Havens, Richard P. Havens 1983 (Verve Forecast)
- 1969: Bobby Bryant, The Jazz Excursion into Hair (World Pacific)
- 1969: Craig Hundley, Craig Hundley Trio Plays with the Big Boys (World Pacific)
- 1969: Frank Zappa, Hot Rats (Bizarre)
- 1969: Jackie DeShannon, Laurel (Canyon, Imperial)
- 1969: Jean-Luc Ponty, Electric Connection (World Pacific)
- 1969: Jimmy McCracklin, The Stinger Man (Minit)
- 1969: Joe Cocker, With a Little Help from My Friends (A&M)
- 1969: Mike Melvoin, The Plastic Cow Goes Moooooog (Dot)
- 1969: Otis Spann, Sweet Giant of the Blues (BluesTime)
- 1969: Ron Elliott, The Candlestickmaker (Warner Bros.)
- 1969: Stan Kenton, Hair (Capitol)
- 1969: Joe Cocker, Joe Cocker! (A&M)
- 1970: Clydie King, Direct Me (Lizard)
- 1970: Ernie Watts, The Wonder Bag (Vault)
- 1970: Gloria Lynne, Happy and in Love (Canyon)
- 1970: Johnny "Big Moose" Walker, Rambling Woman (BluesWay)
- 1970: Merry Clayton, Gimme Shelter (Ode)
- 1970: Milt Jackson, Memphis Jackson (Impulse!/ABC)
- 1970: Pete Jolly, Seasons (A&M)
- 1970: Raymond Louis Kennedy, Raymond Louis Kennedy (Cream)
- 1970: Stanley Turrentine, Flipped Flipped Out (Canyon)
- 1971: Al Kooper, New York City (You're a Woman) (Columbia)
- 1971: Bob Lind, Since There Were Circles (Capitol)
- 1971: Dory Previn, Mythical Kings and Iguanas (United Artists)
- 1971: Edwin Hawkins, Children (Buddah)
- 1971: Jack Daugherty, The Class of Nineteen Hundred and Seventy One (A&M)
- 1971: Jimmy Witherspoon, Handbags and Gladrags (ABC)
- 1971: Joe Pass, Better Days (Gwyn)
- 1971: Maxine Weldon, Chilly Wind (Mainstream)
- 1971: Solomon Burke, Electronic Magnetism (MGM)
- 1971: The Sandpipers, A Gift of Song (A&M)
- 1971: Dory Previn, Reflections in a Mud Puddle/Taps Tremors and Time Steps (United Artists)
- 1971: Maxine Weldon, Right On (Mainstream)
- 1971: Merry Clayton, Merry Clayton (Ode)
- 1971: Stanley Turrentine, Stanley Turrentine (UpFront)
- 1972: Bill Cosby, Bill Cosby Presents Badfoot Brown and the Bunions Bradford Funeral Marching Band (Sussex)
- 1972: England Dan & John Ford Coley, Fables (A&M)
- 1972: Gene Ammons, Free Again (Prestige)
- 1972: Jimmy Smith, Root Down (Verve)
- 1972: Kenny Burrell, 'Round Midnight (Fantasy)
- 1972: Tim Weisberg, Tim Weisberg (A&M)
- 1972: Al Kooper, A Possible Projection of the Future / Childhood's End (Columbia)
- 1973: Arthur Adams, It's Private Tonight (Blue Thumb)
- 1973: Brenda Patterson, Brenda Patterson (Playboy)
- 1973: Cal Tjader, Last Bolero in Berkeley (Fantasy)
- 1973: David T. Walker, David T. Walker (Ode)
- 1973: Dusty Springfield, Cameo (ABC)
- 1973: Marvin Gaye, Let's Get It On (Tamla)
- 1973: Michael Franks, Michael Franks (Brut)
- 1973: The 5th Dimension, Living Together Growing Together (Bell)
- 1974: Maria Muldaur, Waitress in a Donut Shop (Reprise)
- 1974: Monk Higgins, Dance to the Disco Sax of Monk Higgins (Buddah)
- 1974: Sarah Kernochan, Beat Around the Bush (RCA)
- 1974: Milt Jackson, The Impulse Years (ABC/Impulse!)
- 1975: Geoff Muldaur, Is Having a Wonderful Time (Reprise)
- 1975: José Feliciano, Just Wanna Rock 'n' Roll (RCA Victor)
- 1975: Z. Z. Hill, Keep On Lovin' You (United Artists/Hill)
- 1976: Lawrence Welk, Nadia's Theme (Ranwood)
- 1976: Merl Saunders, You Can Leave Your Hat On (Fantasy)
- 1976: Snuff Garrett, Classical Country (Ranwood)
- 1977: Natalie Cole, Thankful (Capitol)
- 1977: Steely Dan, Aja (ABC)
- 1977: T. Rex, Dandy in the Underworld (T. REX)
- 1978: Gloria Jones, Windstorm (Capitol)
- 1978: Hubert Laws, A Hero Ain't Nothin' but a Sandwich (Columbia)
- 1978: Marilyn McCoo & Billy Davis Jr., Marilyn & Billy (Columbia)
- 1978: Steve Harley, Hobo with a Grin (EMI)
- 1978: Terry Callier, Fire On Ice (Elektra)
- 1979: Rockie Robbins, Rockie Robbins (A&M)
- 1979: The Valentine Brothers, Valentine Brothers (MCA)
- 1984: Herman Riley, Herman (Jam & Tapes)
- 1985: David Byrne, Music for the Knee Plays (ECM)
- 1986: Etta James, Eddie 'Cleanhead' Vinson, Blues in the Night Vol. 1 The Early Show (Fantasy)
- 1987: Bobby Short, Guess Who's in Town (Atlantic)
- 1987: Marlena Shaw, It Is Love (Verve)
- 1987: Etta James, Eddie Cleanhead Vinson, The Late Show (Fantasy)
- 1988: Big Joe Turner en T-Bone Walker, Bosses of the Blues Vol.1 (Bluebird)
- 1988: Carmen McRae, Fine and Mellow Live at Birdland West (Concord Jazz)
- 1989: Spike Robinson, Jusa Bit 'o' Blues Volume 1 (Capri)
- 1989: David T. Walker, Joe Sample, Soul Food Cafe (Invitation)
- 1989: Jimmy Witherspoon, Rockin' L.A. (Fantasy)
- 1992: Maxine Sullivan, At Vine St. Live (Disques Swing/DRG)
- 1994: Mary Stallings, I Waited for You (Concord)
- 1995: Carol Kaye, Picking Up On the E-String (Groove Attack)
- 1995: Etta James, Time After Time
- 1996: Gerald Wiggins, Soulidarity (Concord Jazz)
- 1996: Mary Stallings, Spectrum (Concord Jazz)
- 1997: Red Holloway, Live at the 1995 Floating Jazz Festival (Chiaroscuro)
- 1999: Barbara Morrison, Visit Me (Chartmaker)
- 1999: Plas Johnson, Evening Delight (Carell Music)
- 2002: Blackalicious, Blazing Arrow (MCA, Quannum Projects, Mahogany Sun)
- 2003: Red Holloway, Coast to Coast (Milestone)
- 2004: Jerry Garcia, Pure Jerry: Keystone Berkeley, September 1, 1974 (Jerry Made)
- 2004: Norman Simmons, In Private (Savant)